# 空中客车A320neo系列
空中巴士A320neo系列（英語：Airbus A320neo family）是歐洲飛機製造商空中客车A320系列機型之改進版。其-neo為“新引擎選擇（New Engine Option）”之縮寫。與上一代機型A320ceo系列相較，A320neo的主要改變在於使用更大型且更有效率的新型發動機，使其機種的油耗得以減少15%，操作費用降低8%，與更低的噪音與氮化物排放標準。A320neo的使用客戶可以選擇使用CFM國際LEAP-1A或普惠PW1000G此兩型發動機。同時，A320neo的機體亦有所改變，除加裝新設計的翼尖小翼外，機內行李箱空間和空氣過濾系統亦有改善以提高乘客的舒適度。

## 發展

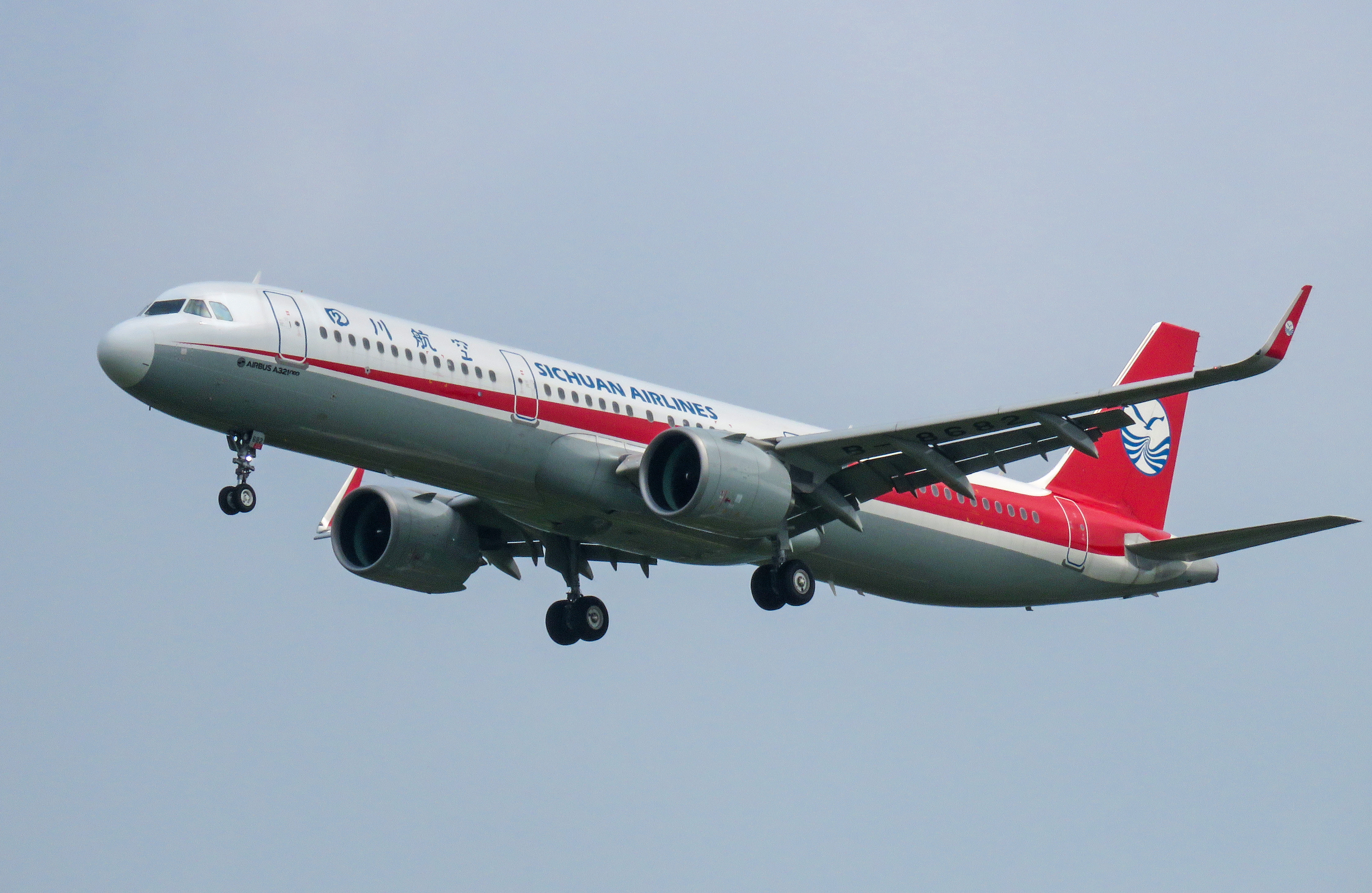
四川航空的A321neo

空中巴士集團在A320系列獲得極大成功之後即開始規劃其下一代接替之機種，並在重新設計一架新的窄體客機，或是大幅修改原A320之設計間進行考量。在為了能快速進入市場的考量下，空客集團決定以現有之A320為基礎，以大幅改良機體為出發取代重新打造一款全新客機。這個下一代A320計畫在2006年啟動，代號A320E，此計畫設定目標是在既有的A320營運效率上增進4-5%，包括加大翼端帆（增益2%）、改進氣動性能（增益1%）、降低飛機重量與全新飛機客艙，空中巴士看準了當時開發中的下一代發動機，並相信其燃油效率將會讓客戶理解更換新發動機的A320具備的營運優勢足以替換一款新飛機。
在決定發展方向之後，空巴集團在2009年11月15日的杜拜航空展公布融合鯊魚鰭降低阻力設計的新型翼端帆，2010年12月1日，空巴集團正式公開了A320的接替機種計畫—A320neo。由於使用新發動機，空客估計新的客機將能提供較原本客機減少16%的燃油消耗表現。此一改進亦代表新的A320客機將比原本客機的航程增加950公里，或是可以搭載額外的2噸貨物。A320neo也計劃對原本的機翼進行改良。包括加裝於2009年11月15日新公開的翼端帆設計。首批使用該翼端帆的A320客戶是紐西蘭航空.。A320neo所計畫使用的翼端帆為2.4公尺高，200公斤重，估計將節省額外的3.5%燃料消耗，並得以使機身酬載量增加500公斤，或是額外的100海哩飛行距離。此舉相當於減少每架飛機每年700公噸的二氧化碳排放量，並替航空公司節省22萬美元左右的費用，此翼端帆將交由大韓航空航太部門製造。
空中巴士計畫在2015年11月將第一架A320neo客機交付航空公司使用，並在未來15年間銷售4,000架左右的A320neo客機。2011年1月17日，漢莎航空成為A320neo的起始客戶；該公司訂購了61架A320neo客機。

## 設計特點

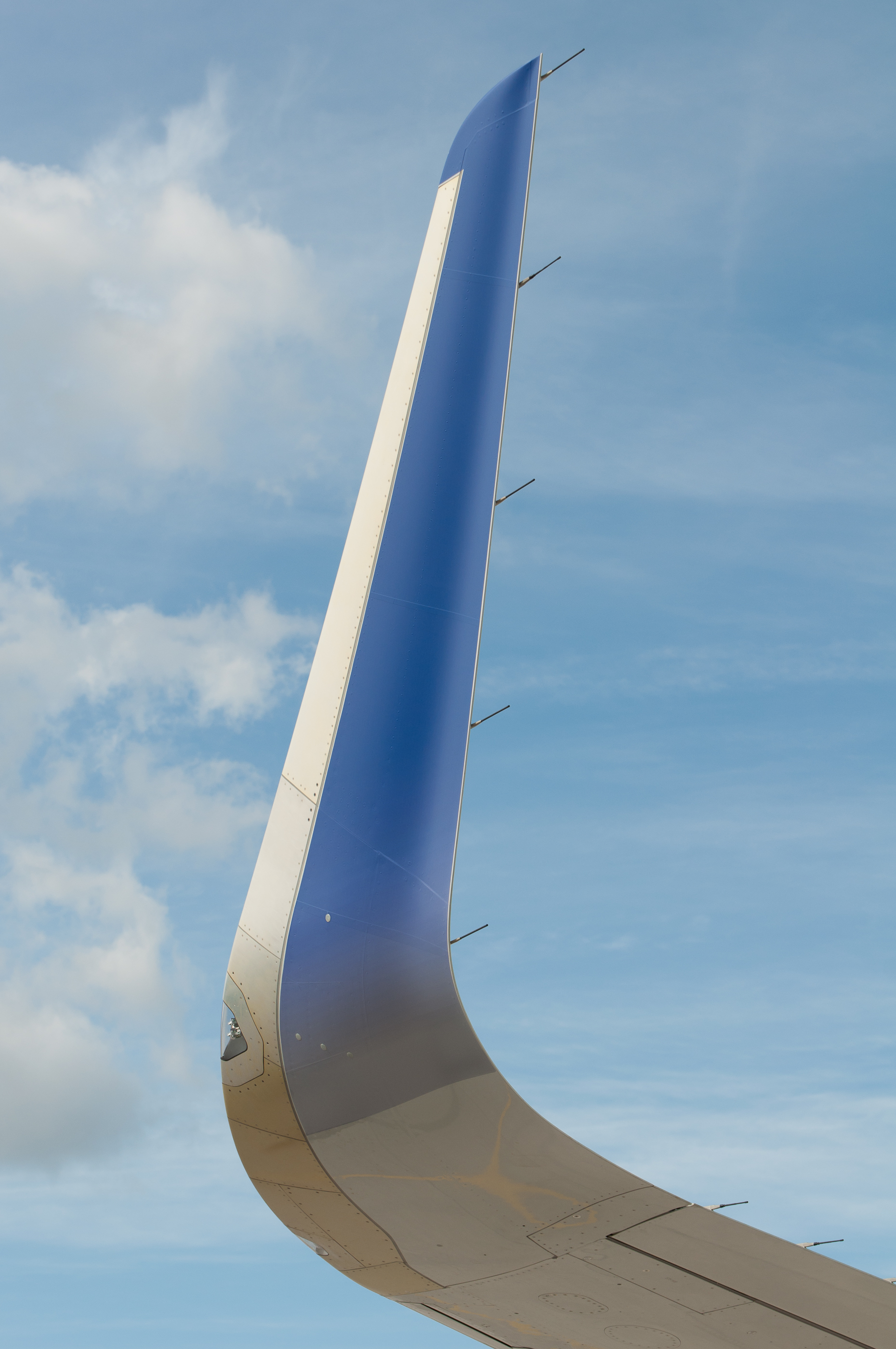
安裝於A320neo機翼上之鯊翅狀翼端帆，同時亦為A320ceo之選配裝置。

空巴集團表示A320neo系列將整合最新世代的發動機跟鯊翅狀翼端帆，這些新設計綜合起來將可節省大約15%的燃料。A320neo與現有的A320將有95%以上的機體共通性，其機身將由新材料所打造，包括複合材料與新的鋁合金材料以降低重量。這些新材料的運用也將減少機身的零件數量，以有效降低維護成本。
空巴集團也宣稱A320neo可提供更佳的行李空間與更安靜的客艙環境。機內也提供乘客更為現代化的感受。於此之外，新的客艙環境也將提高服務效率，以及更加符合環保之需求。LED個人照明設備也將會是A320neo的選購配備，乘客也可自觸控式螢幕上獲得他們想要得到的最新資訊。
另外，A320neo家族駕駛艙窗戶之窗櫺也可選配類似A330neo以及A350 XWB標配的「墨鏡」圖案設計，该设计可改善驾驶舱窗户温度敏感区域对温度变化的适应性，进而改善飞机的运行与维护效率。但因需额外费用具体选配情况依據航空公司的偏好而定。

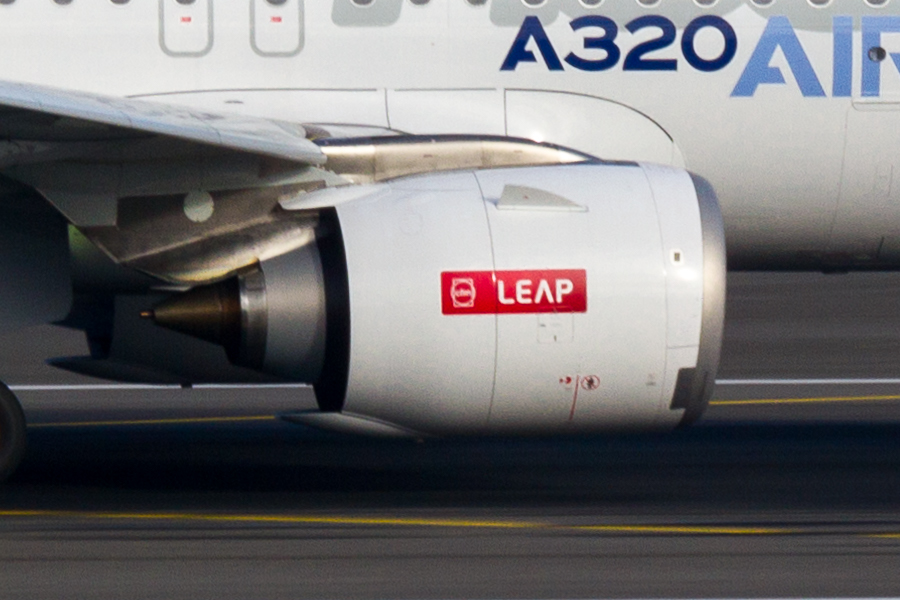
CFM LEAP-1A發動機外型
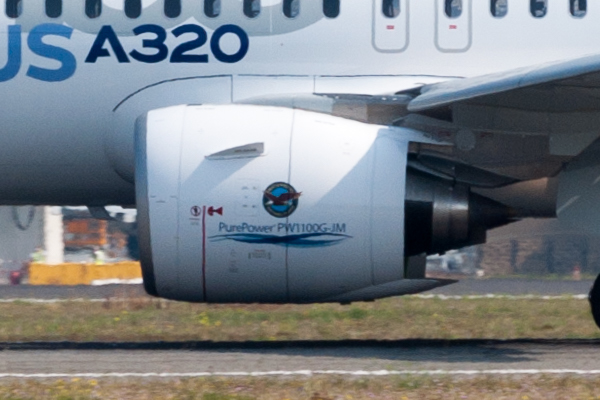
PW1000G發動機外型
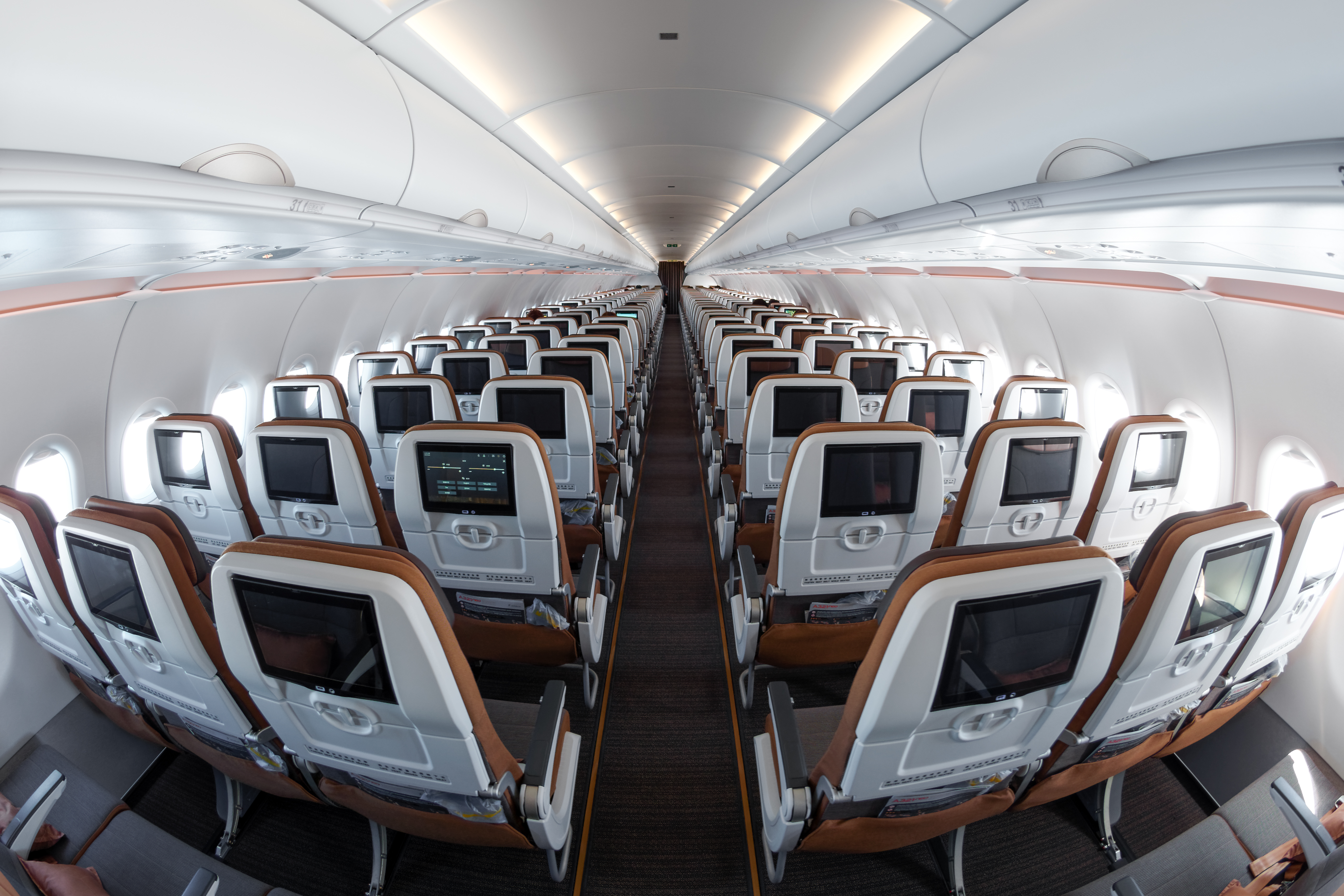
A320neo經濟艙標準版內裝

## 發展機種

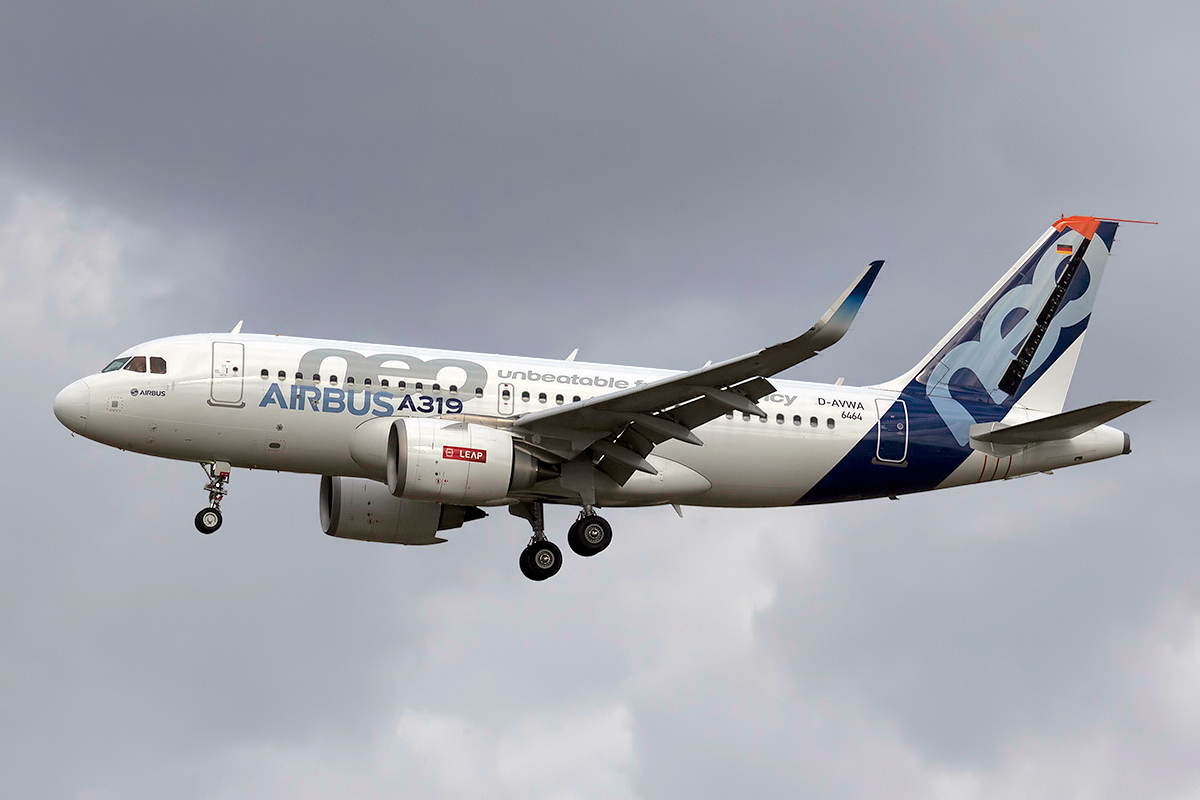
A319neo原型机

空中巴士集團已經決定向航空市場提供三種不同的A320neo系列機種。原本的A319，A320與A321型客機將皆會發展新型的neo機型。僅有A318系列客機預期不會發展-neo機種，但未來將可能因市場需求改變而有所更動。
- A319neo：起始客户为中国南方航空。由於市場關係，加上A220-300的登場，因此訂單數相對稀少[20]。
- A320neo：起始客戶原為維珍美國航空[15]，後確認為卡塔尔航空，又因普惠PW1100G發動機技術問題，起始客戶改為漢莎航空[21]。
- A321neo：起始客戶為ILFC[22]。
- A321LR：A321neo Long Range，即延程飛行。起始客戶為 Air Lease Corp. (ALC)[23]。
- A321XLR：A321neo eXtra Long Range，即超远程版，定位於「超長程窄體客機」。于2019年巴黎航展上提出。起始客戶為中東航空[24]。

### 空客灵活客舱构型

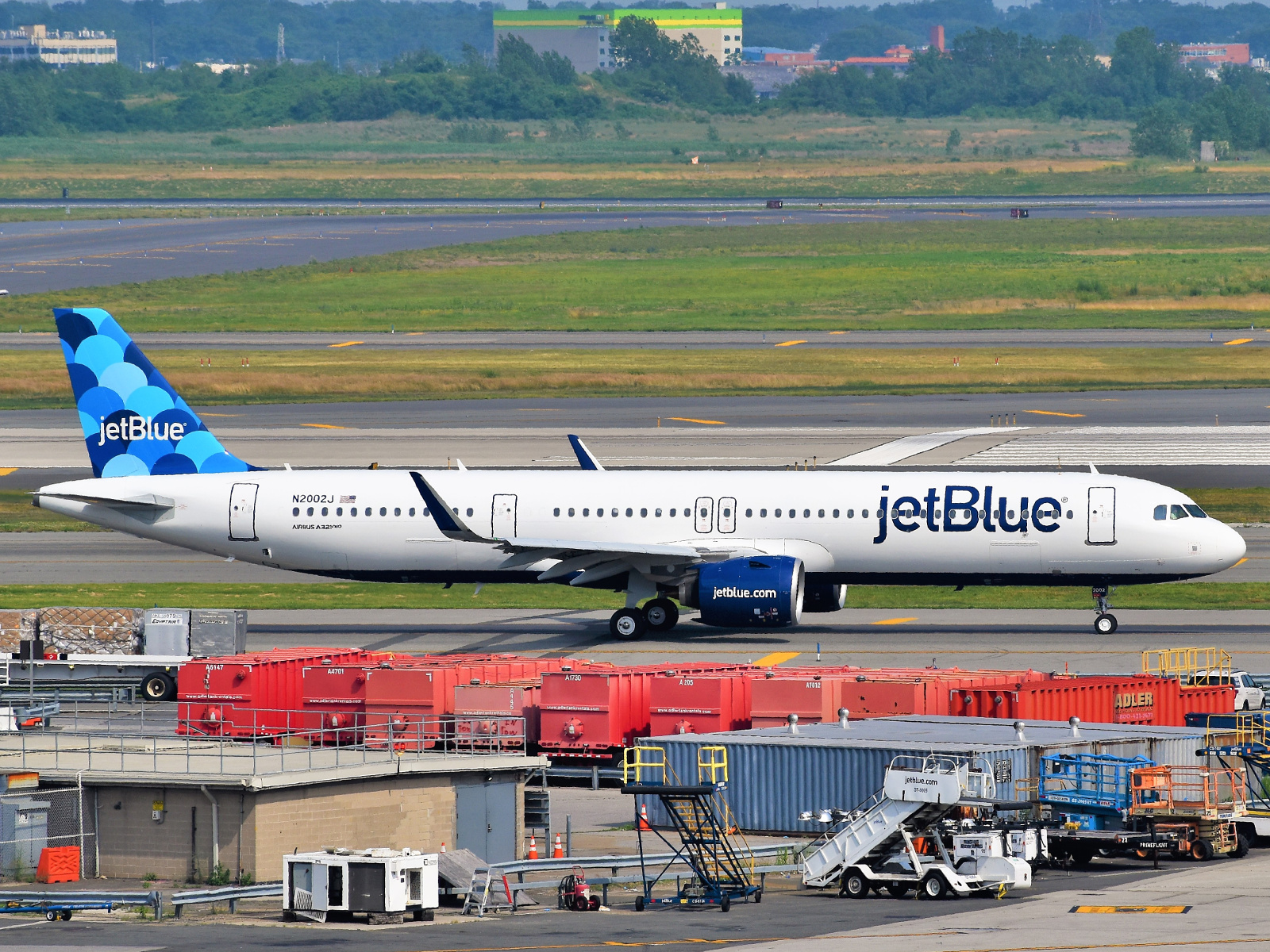
捷蓝航空的A321-271NX（灵活客舱构型）

空客在A321neo上推出灵活客舱构型（Airbus Cabin Flex，简称ACF），使用该构型的A321neo取消了原本的2号舱门，机翼上方改为两个并排的紧急出口（客戶也可選擇只需1對紧急出口），3号舱门也稍有后移。此构型使A321neo的最大载客量增加到240人。
使用灵活客舱构型之A321neo客戶可選擇以下艙門配置
- 方案1-前後端艙門+1對并排的紧急出口（取消第2對并排的紧急出口以及3號艙門），僅公務航空採用此方案，最大允許座位數：165（可擺放全平躺商務艙）
- 方案2-前後端艙門+2對并排的紧急出口（取消3號艙門），一部分的正規航空公司皆採用此方案，亦為台灣籍航空業者單一指定配置，最大允許座位數：195（可擺放全平躺商務艙）
- 方案3-前後端艙門+1對并排的紧急出口以及3號艙門（取消第2對并排的紧急出口），大部分的正規航空公司採用此方案，亦為陸籍航空業者主要採用配置，最大允許座位數：220
- 方案4-前後端艙門+2對并排的紧急出口以及3號艙門，僅少數的正規航空公司以及所有低成本航空公司皆採用此方案，最大允許座位數：244

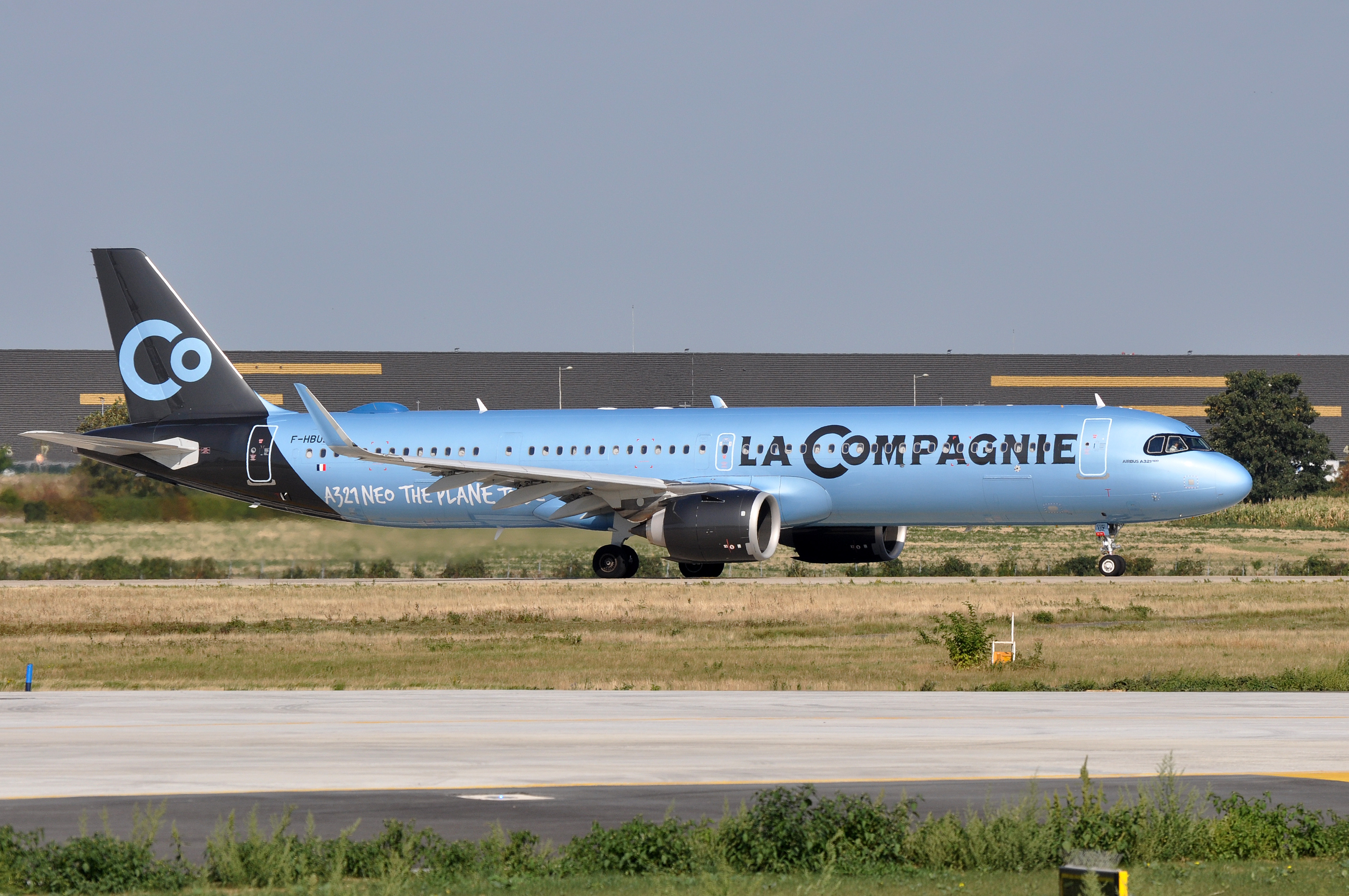
這架公務航空A321neo安裝1對並排的緊急出口（取消1對緊急出口及3號艙門） (方案1，座位數: 76， 最大允許座位數: 165)。
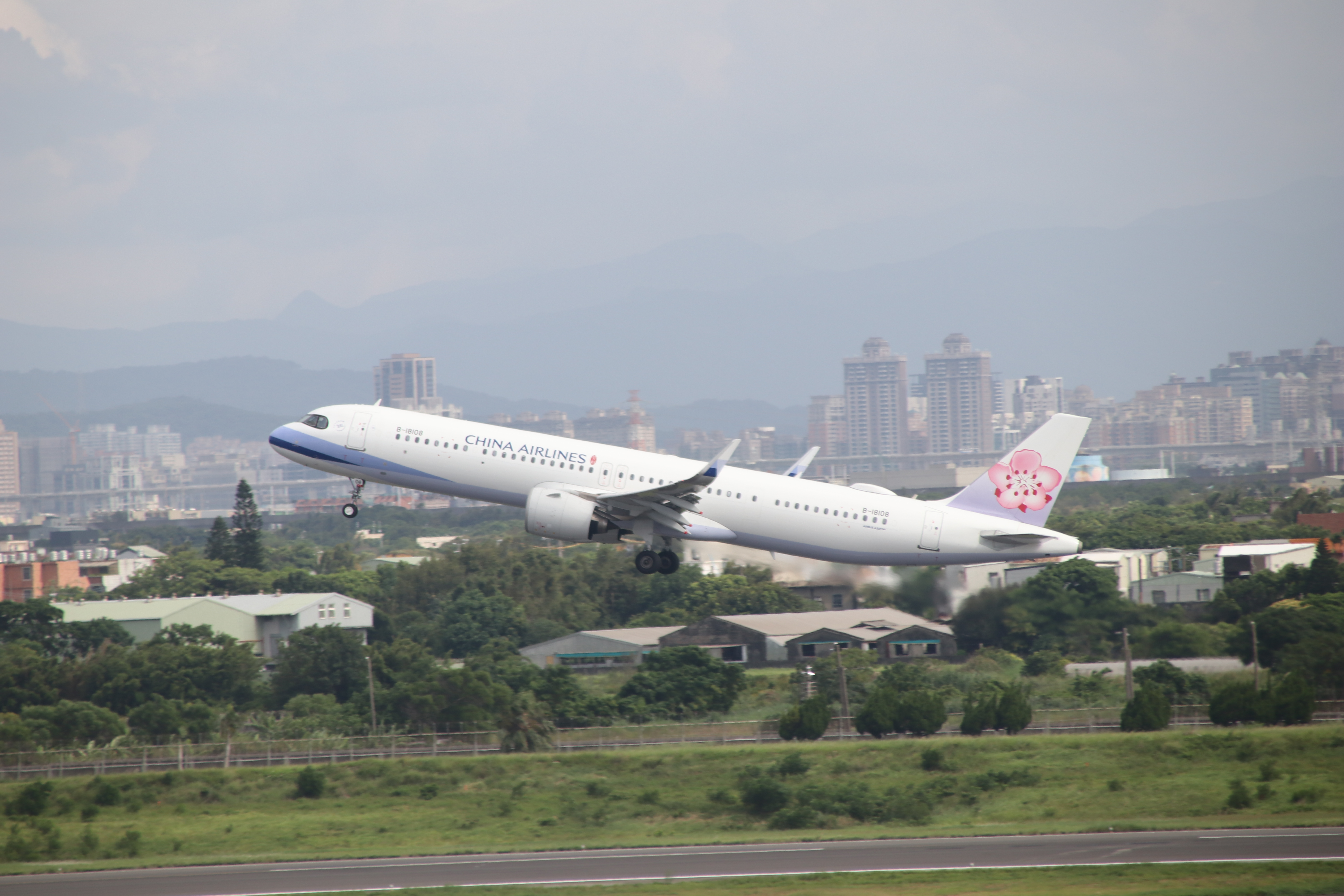
這架中華航空A321neo配置2對並排的緊急出口（取消3號艙門，改為窗戶） (方案2，座位數: 180， 最大允許座位數: 195).
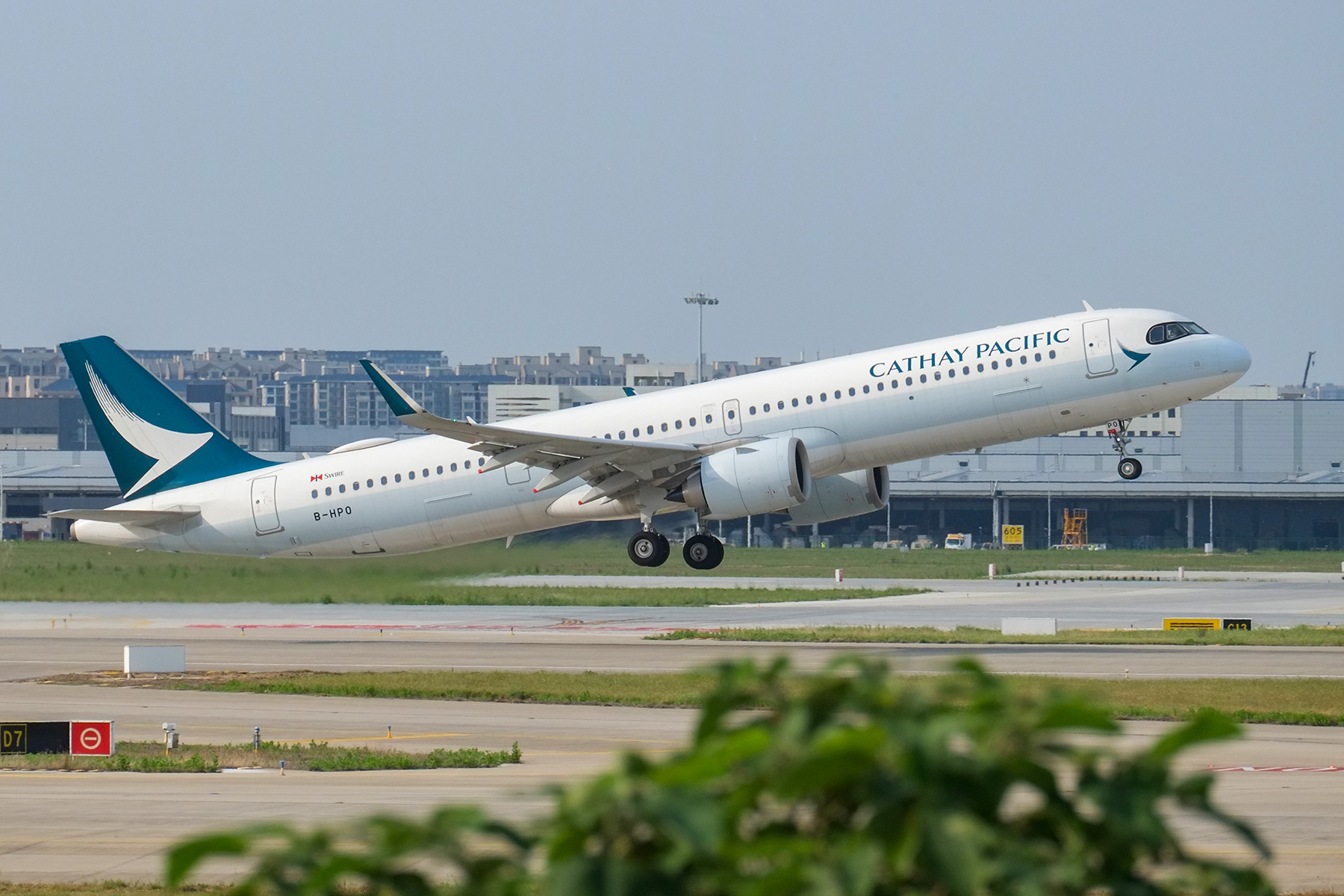
這架國泰航空A321neo安裝3號艙門，且機翼上配置1對並排的緊急出口(方案3，座位數：202，最大允許座位數: 220)。
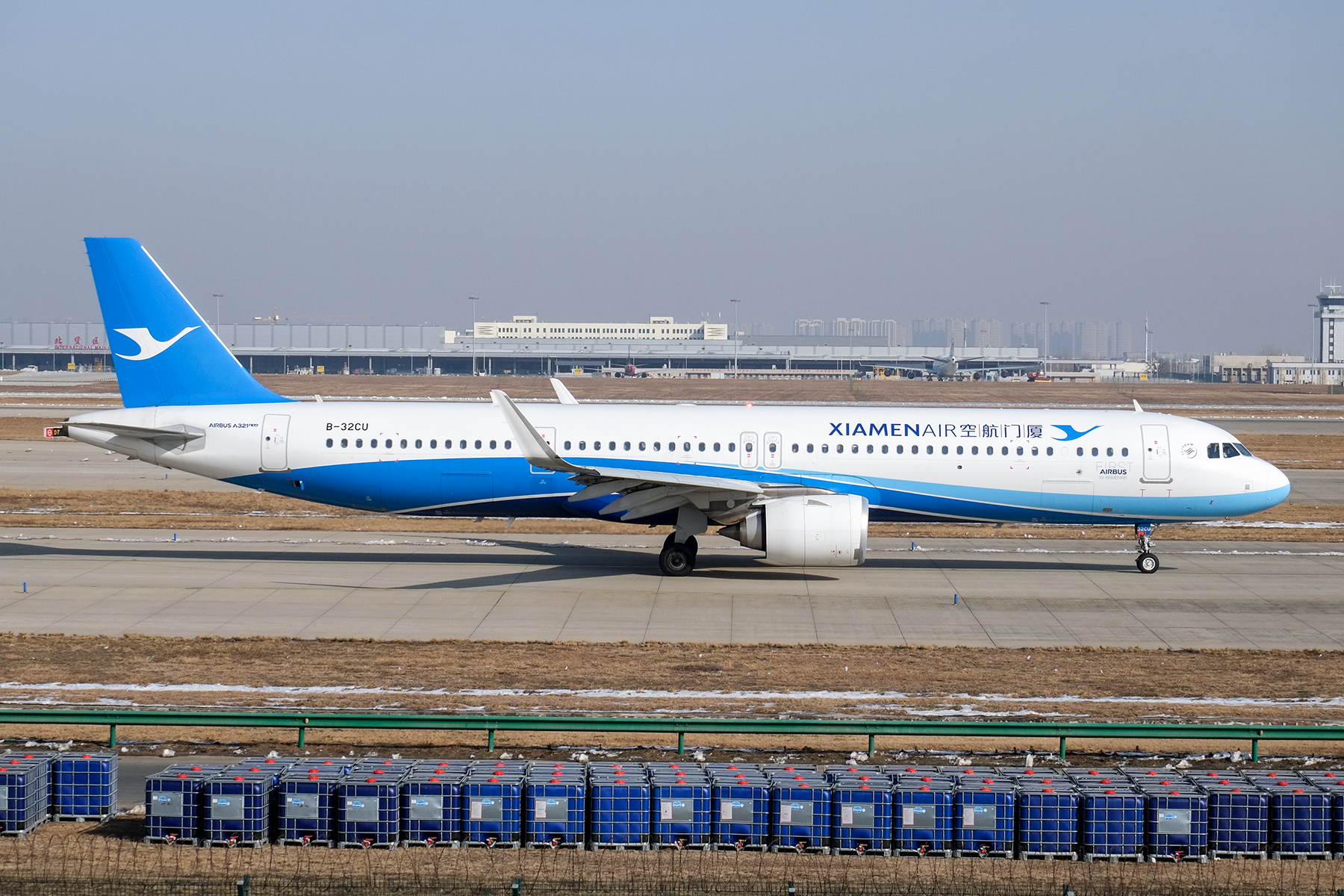
這架廈門航空A321neo在採用靈活客艙構型下單側擁有5個艙門/緊急出口(方案4，座位數: 208， 最大允許座位數: 244)[25]。

自2020年起，除全日空外，新出廠之A321neo（包含A321LR以及A321XLR）均全面標配空客灵活客舱构型，無法更改。

### A321LR

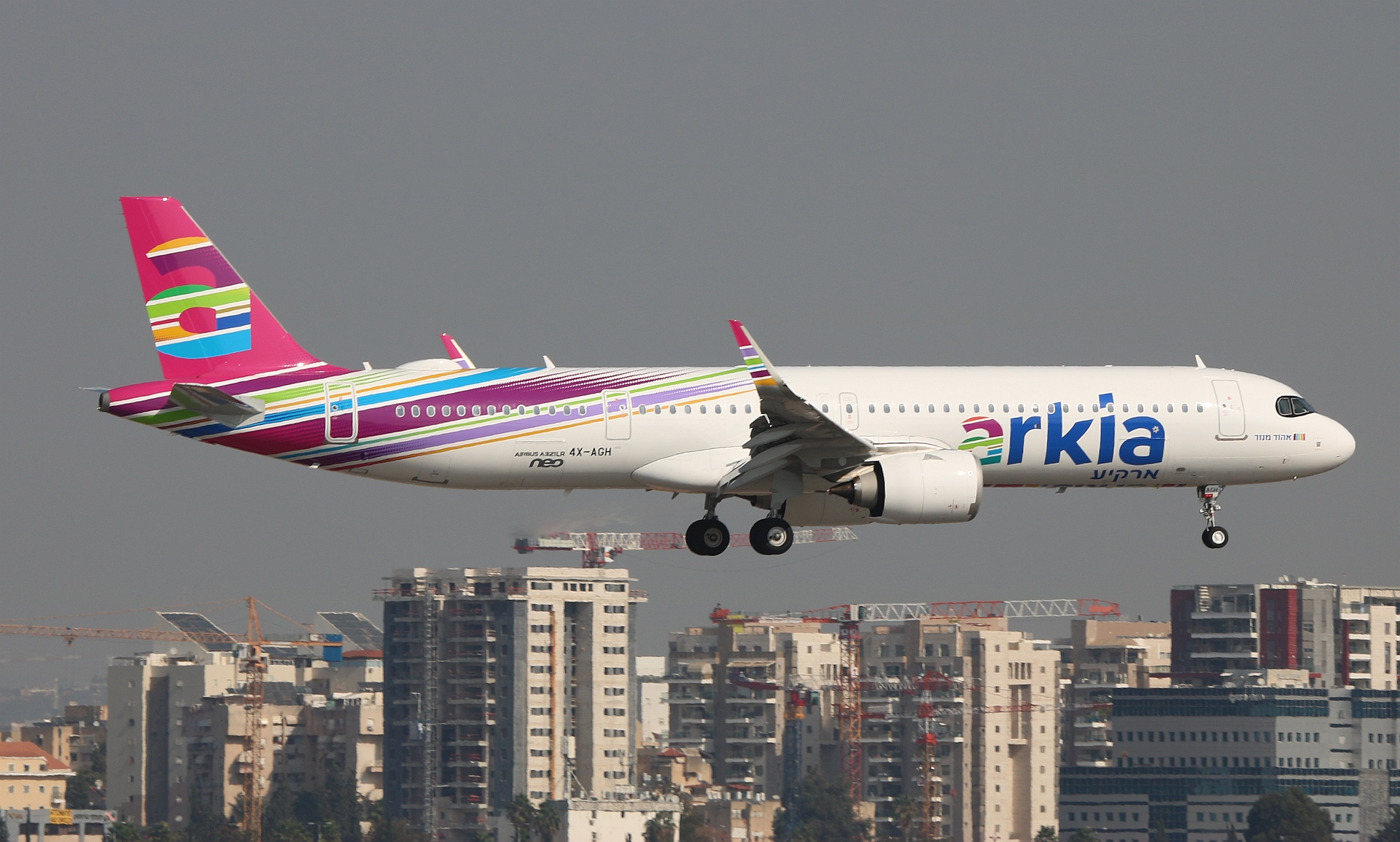
阿基亞以色列航空在2018年11月13日接收了首架A321LR

A321LR是A321neo的衍生版，因其最大起飛重量（MTOW）提高至97噸而得名，在加裝2,990 L（790 US gal）油箱以二級座位編排下可搭載206名乘客航行至4,000 nmi（7,400 km；4,600 mi）。在包含優質經濟艙的二級搭載164乘客可航行至4,100 nmi（7,600 km；4,700 mi）。2014年10月，波音757-200因日漸老舊而停產，但以廣體客機替代是不符合經濟規模的，空巴於是提出 A321LR 用作汰換的構想，而運營成本根據座位編排可降低約25-30%。

### A321XLR
2018年1月，空客表示它正在研究A321LR的改型，其中最大起飛重量（MTOW）需要进一步增加，需要加强起落架。在密度较低的客舱条件下，航程期望能达到5,000海里（5,800英里，9,300公里）。它将覆盖更多可能成为波音NMA目标市场的细分市场。
2018年10月，越洋航空和AerCap表达出了对A321XLR的兴趣。越洋航空可以从蒙特利尔和多伦多出发，到达斯洛伐克斯普利特等东欧目的地。11月，空客表示，A321XLR的最大起飞重量将超过100吨（220,000磅，100,000公斤），相比具有相同机翼和发动机的A321LR可多出700海里（810英里，1,300公里）的航程，增加了燃油容量，加强了起落架。2019年1月，加拿大航空表示有兴趣使用窄体机执飞跨大西洋航线，并考虑选择A321XLR和波音737 MAX。
A321XLR于2019年6月17日在巴黎航空展上正式公布，预计从2023年开始交付。它的设计提供了4,700 nmi（8,700 km）的航程，并配备了一个新的永久性后中心油箱（RCT），用于装载更多燃料，配备一个加强的起落架，高达101吨（223,000磅）的最大起飞重量（MTOW），以及一个优化的机翼后缘襟翼以保持起飞性能。RCT将可搭载12,900升（3,400加仑）燃料，相当于4个3,121升（824加仑）当前的辅助中央油箱（ACT），而它的重量就像一个ACT一样，占据两个ACT那么大的空间；如有必要，也可安装前置ACT。几家租赁公司和航空公司的订单在展会上公布，飞机租赁公司ALC为首家宣布订单的公司，该公司订购了27架A321XLR以及其他23架A321neo和50架A220-300。中东航空订购了4架A321XLR，将成为启动客户。澳洲航空订购了36架A321XLR，包括将原有26架A321neo订单转换为A321XLR和新订10架，用于在澳大利亚和亚洲之间的航线上运营，并且也将成为启动客户之一。
2022年6月15日，A321XLR於漢堡完成首飛，歷時4小時43分鐘。在試飛中，機組對飛行控制系統、引擎等主要系統進行測試，確保所有功能正常。同時，A321XLR有望在2024年正式投入服務。

### 公务机型号
空客提供两种公务机型号：ACJ319neo，搭载8名乘客，航程最高可达6,750海里 / 12,500公里； ACJ320neo，搭载25名乘客，航程可至6,000海里 / 11,100公里。 CFM LEAP-1A或普惠PW1000G降低燃油消耗可提供额外的航程以及较低的发动机噪音。为了增加燃料容量，ACJ319neo最多可提供五个额外的辅助中央油箱（ACT）。
第一架ACJ320neo于2019年1月交付，ACJ319neo的交付预计将在几个月后开始。2019年4月25日，ACJ319neo搭载着五个ACT完成了第一次飞行，然后进行了短暂的测试活动，随后又交付给了德国K5航空。第二天，飞机完成了持续16小时10分钟的耐力测试飞行，并为空中客车机组人员创造了最长的A320系列飞行记录。

### 軍用型號
2018年7月，空巴表示正研究開發軍用版本的A320neo，名為A320M3A。此型號飛機可用作反潛機、空中預警機或行政專機等用途。
2024年11月，空巴國防暨航天公司發表A321MPA作為法國下一代噴射反潛機用於取代現役布雷蓋公司（Breguet Aviation）所製造的雙螺旋槳長程海上巡邏機—Breguet Br.1150 Atlantic「Atlantique 2, ATL 2“大西洋2號”」，以超長程型A321XLR為藍本研製衍生而成。

## 生產
A320neo的首條專用量產線建置在德國漢堡，這也是空中巴士集團打造的第四條飛機量產線，該產線在2017年7月進入量產狀態，設計產能為每年60架A320neo系列客機。但因為發動機供應壓力，因此這一數值在2018年僅有55架，但是在2019年以後達到63架。COVID-19疫情期間曾萎縮至年產40架，在疫情後已恢復產能。
除了歐洲工廠，由於在美國市場的斬獲，2013年空中巴士在美國阿拉巴馬州莫比爾興建組裝廠，該組裝廠於2015年9月啟用量產，廠內設置有兩條飛機組裝線，除了A320neo系列，也承擔組裝空中客车A220的業務，年設計生產量為50架。由於美國訂單增長，該組裝廠計畫在2025年建成投入第三條飛機組裝線。
由於A320neo在2019年以後大量獲得訂單，原有產線供應量能不足，因此空中巴士集團決定將法國土魯斯-布拉尼亞克機場旁為了A380組裝而建置的讓-呂克·拉加代爾工廠調整為A321neo的組裝線，在2020年最後一架A380交機後轉換作業開始進行，雖然工程受到COVID-19疫情而延宕，但工廠調整作業在2023年7月完成，此後作為A321neo專用組裝線運轉。
除了歐洲與美國工廠，空中巴士在中國天津的組裝線於2017年開始轉換組裝A320neo，在2023年於天津建置的第二組裝線亦繼續作為A320neo系列機種組裝使用。

## 性能規格
|                          | A319neo                                                                                   | A320neo                                                                                   | A321neo（ACF）/A321LR | A321XLR                                                                       |
| ------------------------ | ----------------------------------------------------------------------------------------- | ----------------------------------------------------------------------------------------- | --- | ----------------------------------------------------------------------------- |
| 機師数                   | 2（A321XLR：4）                                                                           | 2（A321XLR：4）                                                                           | 2（A321XLR：4） | 2（A321XLR：4）                                                               |
| 座位数                   | 140（2級） 160（1级最大）                                                                 | 165（2級） 195（1级最大）@ 27 in                                                          | 206（2级：16J @36 in + 190Y @30 in） 240（1级最大）@28 in                                                                                | 206（2级：16J @36 in + 190Y @30 in） 240（1级最大）@28 in                     |
| 長度                     | 33.84公尺（111呎）                                                                        | 37.57公尺（123呎）                                                                        | 44.51公尺（146呎） | 44.51公尺（146呎）                                                            |
| 高度                     | 11.76米（38英尺7英寸）                                                                    | 11.76米（38英尺7英寸）                                                                    | 11.76米（38英尺7英寸） | 11.76米（38英尺7英寸）                                                        |
| 翼展                     | 35.80米（117英尺5英寸）                                                                   | 35.80米（117英尺5英寸）                                                                   | 35.80米（117英尺5英寸） | 35.80米（117英尺5英寸）                                                       |
| 客艙長度                 | 23.78公尺（78呎）                                                                         | 27.51公尺（90呎3吋）                                                                      | 34.44公尺（113呎） | 34.44公尺（113呎）                                                            |
| 客艙寬度                 | 3.70公尺（12呎1吋）                                                                       | 3.70公尺（12呎1吋）                                                                       | 3.70公尺（12呎1吋） | 3.70公尺（12呎1吋）                                                           |
| 貨艙容量                 | 27 m3（950 cu ft）                                                                        | 37 m3（1,300 cu ft）                                                                      | 51 m3（1,800 cu ft） | 39 m3（1,400 cu ft）                                                          |
| 巡航速率                 | 0.78 馬赫 (828 km/h/511 mph at 11,000 m/36,000 ft)                                        | 0.78 馬赫 (828 km/h/511 mph at 11,000 m/36,000 ft)                                        | 0.78 馬赫 (828 km/h/511 mph at 11,000 m/36,000 ft)                                                                                       | 0.78 馬赫 (828 km/h/511 mph at 11,000 m/36,000 ft)                            |
| 最大速率                 | 0.82 馬赫 (871 km/h/537 mph at 11,000 m/36,000 ft)                                        | 0.82 馬赫 (871 km/h/537 mph at 11,000 m/36,000 ft)                                        | 0.82 馬赫 (871 km/h/537 mph at 11,000 m/36,000 ft)                                                                                       | 0.82 馬赫 (871 km/h/537 mph at 11,000 m/36,000 ft)                            |
| 營運空重 (OEW)           | 42.6 t（94,000磅）                                                                        | 44.3 t（98,000磅）                                                                        | 50.1 t（110,000磅） | 50.1 t（110,000磅）                                                           |
| 無燃料凈重量 (MZFW)      | 60.3 t（133,000磅）                                                                       | 64.3 t（142,000磅）                                                                       | 75.6 t（167,000磅） | 75.6 t（167,000磅）                                                           |
| 最大落地重量 (MLW)       | 63.9 t（141,000磅）                                                                       | 67.4 t（149,000磅）                                                                       | 79.2 t（175,000磅） | 79.2 t（175,000磅）                                                           |
| 最大起飛重量 (MTOW)      | 75.5 t（166,000磅）                                                                       | 79 t（174,000磅）                                                                         | A321neo：93.5 t（206,000磅） A321LR：97 t（214,000磅）                                                                                   | 101 t（223,000磅）                                                            |
| 最大載酬 (PayLoad):3-2-1 | 17.7 t（39,000磅）                                                                        | 20.0 t（44,100磅）                                                                        | 25.5 t（56,000磅） | 25.5 t（56,000磅）                                                            |
| 最大燃油容量             | 23,859 L（5,248 imp gal；6,303 US gal） 標準 29,659 L（6,524 imp gal；7,835 US gal） 可選 | 23,859 L（5,248 imp gal；6,303 US gal） 標準 29,659 L（6,524 imp gal；7,835 US gal） 可選 | 23,700 L（5,200 imp gal；6,300 US gal） 標準 29,684 L（6,530 imp gal；7,842 US gal） 可選 32,940 L（7,250 imp gal；8,700 US gal） A321LR | 48,961 L（10,770 imp gal；12,934 US gal） A321XLR                             |
| 滿載航距                 | 4,200 nmi（7,800 km；4,800 mi）                                                           | 3,700 nmi（6,900 km；4,300 mi）                                                           | 3,650 nmi（6,760 km；4,200 mi） A321LR:4,000 nmi（7,400 km；4,600 mi）                                                                   | A321XLR:4,700 nmi（8,700 km；5,400 mi）                                       |
| 引擎 (×2)                | Pratt & Whitney PW1000G-JM 或 CFM International LEAP-1A                                   | Pratt & Whitney PW1000G-JM 或 CFM International LEAP-1A                                   | Pratt & Whitney PW1000G-JM 或 CFM International LEAP-1A                                                                                  | Pratt & Whitney PW1000G-JM 或 CFM International LEAP-1A                       |
| 引擎扇葉直徑             | PW：81英寸（2.06米），LEAP-1A：78英寸（1.98米）                                           | PW：81英寸（2.06米），LEAP-1A：78英寸（1.98米）                                           | PW：81英寸（2.06米），LEAP-1A：78英寸（1.98米）                                                                                          | PW：81英寸（2.06米），LEAP-1A：78英寸（1.98米）                               |
| 發動機推力               | PW：24,000—35,000 lbf（110—160 kN），LEAP-1A：24,500—32,900 lbf（109—146 kN）             | PW：24,000—35,000 lbf（110—160 kN），LEAP-1A：24,500—32,900 lbf（109—146 kN）             | PW：24,000—35,000 lbf（110—160 kN），LEAP-1A：24,500—32,900 lbf（109—146 kN）                                                            | PW：24,000—35,000 lbf（110—160 kN），LEAP-1A：24,500—32,900 lbf（109—146 kN） |
| IATA Type                | 31N                                                                                       | 32N                                                                                       | 32Q | 32Q                                                                           |
| ICAO Type                | A19N                                                                                      | A20N                                                                                      | A21N | A21N                                                                          |

Source: 空中巴士， Airliners.net，Flightglobal.com，普惠， CFM International
備註
1. ↑  沒有加裝額外中央油箱(ACT)
2. ↑  安裝3個額外油箱
3. ↑  A321XLR: 額外12,900 l（3,400 US gal）後方中央油箱(RCT) + 可選配之3,121 l（824 US gal）前方額外油箱(ACT)

### 发动机
| 客机型号     | 发动机         | 型号合格日期   | 起飞推力             | 最大持续推力         |
| ------------ | -------------- | -------------- | -------------------- | -------------------- |
| A319-171N    | PW1124G1-JM    | 2019年8月19日  | 10782 daN (24240 磅) | 10691 daN (24035 磅) |
| A319-151N    | CFM LEAP-1A24  | 2019年8月19日  | 10680 daN (24010 磅) | 10676 daN (24000 磅) |
| A319-153N    | CFM LEAP-1A26  | 2019年8月19日  | 12064 daN (27120 磅) | 11868 daN (26680 磅) |
| A320-271N    | PW1127G-JM     | 2015年11月24日 | 12043 daN (27075 磅) | 11718 daN (26345 磅) |
| A320-272N    | PW1124G1-JM    | 2019年8月19日  | 10782 daN (24240 磅) | 10691 daN (24035 磅) |
| A320-273N    | PW1129G-JM     | 2019年8月19日  | 13000 daN (29245 磅) | 11719 daN (26345 磅) |
| A320-251N    | CFM LEAP-1A26  | 2016年5月31日  | 12064 daN (27120 磅) | 11868 daN (26680 磅) |
| A320-252N    | CFM LEAP-1A24  | 2018年1月17日  | 10680 daN (24010 磅) | 10676 daN (24000 磅) |
| A320-253N    | CFM LEAP-1A29  | 2019年8月19日  | 13029 daN (29290 磅) | 11868 daN (26680 磅) |
| A321-271N/NX | PW1133G-JM     | 2016年12月15日 | 14728 daN (33110 磅) | 14581 daN (32780 磅) |
| A321-271NY   | PW1133GR-JM    | 2024年12月18日 | 14728 daN (33110 磅) | 14581 daN (32780 磅) |
| A321-272N/NX | PW1130G-JM     | 2017年6月27日  | 14728 daN (33110 磅) | 14581 daN (32780 磅) |
| A321-251N/NX | CFM LEAP-1A32  | 2018年7月10日  | 14305 daN (32160 磅) | 14096 daN (31690 磅) |
| A321-252N/NX | CFM LEAP-1A30  | 2018年1月17日  | 14305 daN (32160 磅) | 14096 daN (31690 磅) |
| A321-253N/NX | CFM LEAP-1A33  | 2017年7月10日  | 14305 daN (32160 磅) | 14096 daN (31690 磅) |
| A321-253NY   | CFM LEAP-1A33X | 2024年7月19日  | 14305 daN (32160 磅) | 14096 daN (31690 磅) |

備註
- A321-25xNX/-27xNX為A321neo ACF構型/A321LR代號
- A321-25xNY/-27xNY為A321XLR代號

## 訂單
自2010年12月空巴正式公開A320neo計畫後，此一A320系列最新改良型客機已經收到超過1,500架的訂單，使它成為有史以來銷售速度最快的商業飛機。其中幾個比較引人注目的訂單包括2011年6月22日，150架來自印度低成本航空靛蓝航空的訂單，以及隔日(2011年6月23日)來自亞洲航空200架的訂單。美國航空在2011年7月20日亦訂購了130架A320neo機種。
在2011年的巴黎航空展中，空中巴士宣布該公司已經獲得來自北歐航空、復興航空(已解散)、亞洲航空、智利國家航空等多家航空公司的訂單。另外美國航空於航空展之後所確認的A320neo訂單，也將終結該公司一直操作波音飛機的局面。值得一提的是亞洲航空在2011年6月所簽訂的200架A320neo訂單是航空史上最大的一筆商業飛機訂單。
總計在2011年巴黎航空展中，A320neo即獲得了總計667架的訂單，以及另外83架的訂購承諾。接下來於2011年11月的杜拜航空展中，空巴集團再獲得總計130架的訂單，與105架的訂購承諾。2012年1月，挪威航空亦向空中巴士集團訂購了100架的A320neo客機。
僅僅在空中巴士集團公開A320neo的一年期間，該公司即收到了1,196架A320neo系列之訂單。
2022年7月1日，中國東航、中國國航、南航三家航空公司分別向空巴公司購買100架、96架、96架共計292架空巴A320neo飛機，總計金額372.57億美元。美國波音公司表示「令人失望」，宣稱「地緣政治方面的分歧繼續限制美國飛機的出口」，並敦促美中之間「進行富有成效的對話」。2022年8月，A320neo系列的訂單達8502架，超越上代A320ceo的8120架。
台灣方面，2018年至2023年間，中華航空、星宇航空、台灣虎航、長榮航空分別向空巴公司租購28架、19架、15架、18架共計80架空巴A320neo以及A321neo飛機，其中44架透過租賃公司（Air Lease Corporation、CALC、GECAS及ICBC等）以租賃方式引進，其餘36架則直接向空巴公司採購。
截至2025年6月底止，A320neo系列總計有3,997架投入服務。詳細確認訂單及交付狀況如下：
| A319neo | 57     | 25    | 32    | 6   | 9   | 7   | 6   | 2   | ─   | 2   | ─   | ─   | ─  |
| A320neo | 4,055  | 1,842 | 2,213 | 83  | 232 | 247 | 246 | 258 | 253 | 381 | 284 | 161 | 68 |
| A321neo | 7,064  | 5,312 | 1,752 | 143 | 361 | 317 | 264 | 199 | 178 | 168 | 102 | 20  | ─  |
| 總計    | 11,176 | 7,179 | 3,997 | 232 | 602 | 571 | 516 | 459 | 431 | 551 | 386 | 181 | 68 |

A320neo系列訂單及交付數(按年，累積)
 訂單數
 交付數
資料截至2025年6月

## 事故和故障記錄

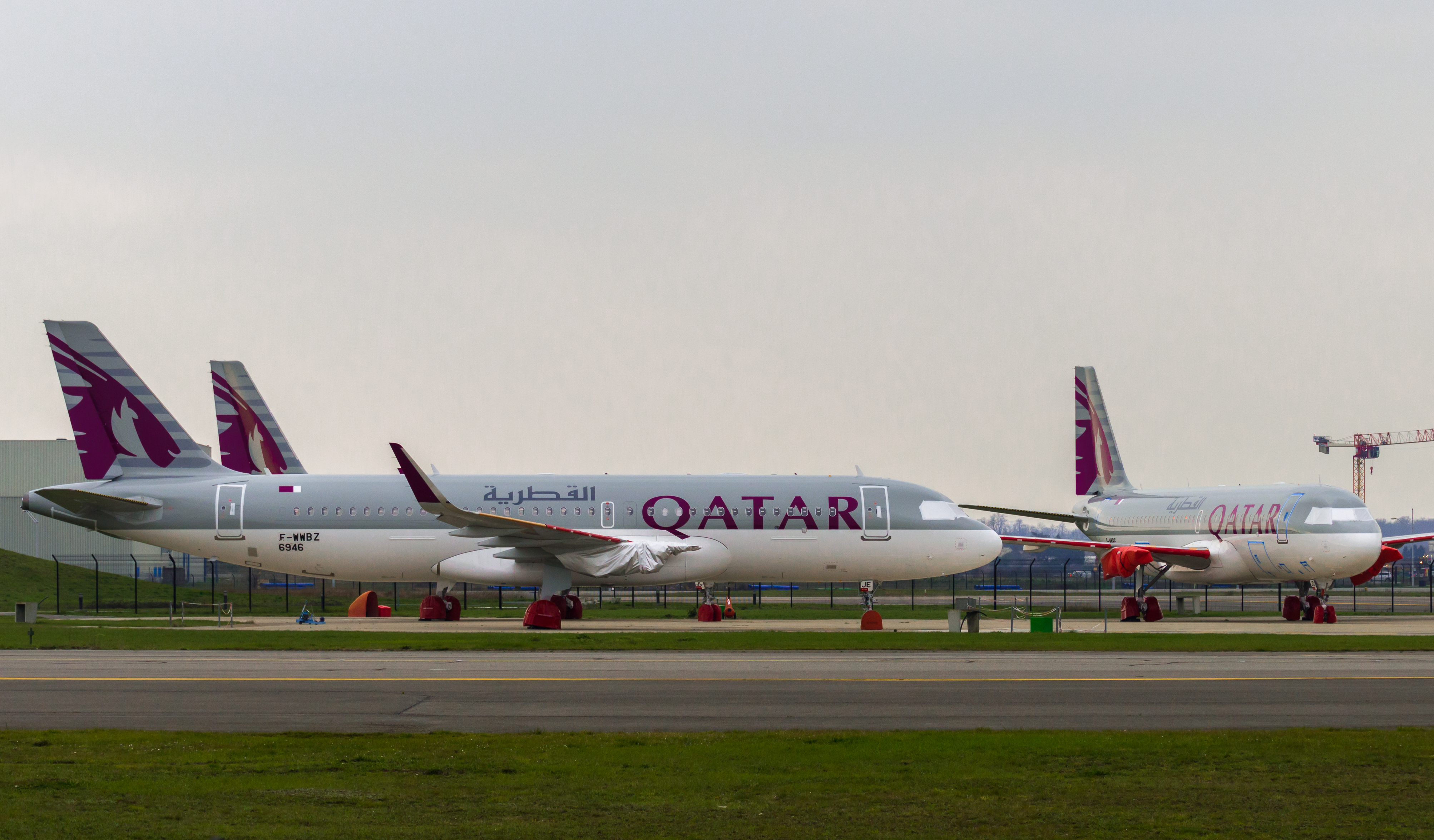
卡塔尔航空的A320neo正等待新的引擎

由開航至目前為止，A320neo仅发生过一起造成报废的事故，但早期选择使用普惠PW1000G发动机的A320neo频繁遭遇可靠性问题，导致多班客機备降及停飛。
- 2017年2月8日，印度捷行航空由新德里起飛前往班加羅爾的航機於起飛後，左发出现低油压警报并伴有响声与明火，机载电脑自动关停了该引擎，飞机备降新德里機場。调查后发现发动机齿轮箱因装配失误导致运作时产生了金属碎屑，进而导致了低油压警报。
- 2017年2月14日，印度走吧航空由孟買孟買機場起飛前往新德里的G8329號航班，於起飛後引擎出現故障訊號，最終需要轉降新德里機場。調查後發現引擎並無故障。[72]
- 2017年2月18日，印度靛藍航空一架A320neo於巴羅達機場被發現引擎石油芯片出現故障，最終需要空機飛回新德里更換引擎。[73]
- 2017年4月15日，香港快運航空UO1845號航班於大阪起飛前往香港後1小時，右邊引擎發生故障，需要折返大阪。[74]

連串事件令普惠PW1000G的安全備受質疑。經過調查後，發現發動機燃燒室及燃油泵軸承都出現設計問題。捷行航空、靛藍航空、香港快運航空及美國精神航空都先後因普惠發動機故障而停飛部分A320neo，而中国民用航空局更是下令要求停飞中国境内所有装有普惠发动机的A320neo。雖然普惠開始為發動機更新零件，但直到2017年4月底，空中巴士仍未能保證更換零件後可解決技術問題。部分客戶如捷藍航空及精神航空選擇更改訂單並改為引入前代A320ceo型客機。
2018年年初，因普惠发动机的技術問題遲遲無法獲得保障解決，空中客车宣布退回所有未安装在A320neo上的普惠发动机。
- 2019年7月17日，澳門航空從東京成田飛往澳門的A320neo客機（航班編號：NX861，飛機註冊編號：B-MBO）於起飛後發現引擎機械故障，為確保航班安全，機組決定返回成田國際機場，後安全降落成田國際機場，沒有旅客受傷。
- 2022年6月27日，香港快運航空一架從台北桃園機場飛往香港國際機場的A320-271N（註冊編號：B-LCU）在準備降落香港國際機場時駕駛室出現輕微冒煙情況，客機隨即於下午約3時06分緊急降落於香港機場，消防接報後派岀6輛救護車到場，航機最終安全着陸，事件原因有待調查。事件於下午3時18分解除警戒狀態。[79][80][81]事故發生時，機上有47名乘客和7名機組人員，共54人，全部安全地離開機艙，無任何傷亡。[79]
- 2022年11月18日，秘鲁南美航空2213号班机在秘鲁利马的豪尔赫·查韦斯国际机场跑道起飞时撞上驶入跑道的机场消防车，事故造成飞机损毁，而消防车内的消防员2死1伤。涉事飛機因無修復價值而報廢，是為首架全機報銷的空中巴士A320neo客機[82][83]。